# Coniothyrium olivaceum
Coniothyrium olivaceum är en svampart som beskrevs av Bonord. 1869. Coniothyrium olivaceum ingår i släktet Coniothyrium och familjen Leptosphaeriaceae.  Utöver nominatformen finns också underarten visci.